# اریک ژودور
اریک ژودور (فرانسوی: Éric Judor‎، تلفظ: (تلفظ فرانسوی: [e.ʁik ʒy.dɔʁ]؛ زادهٔ ۲۵ ژوئیهٔ ۱۹۶۹) هنرپیشه اهل فرانسه است. وی از سال ۱۹۹۶ میلادی تاکنون مشغول فعالیت بوده‌است.
از فیلم‌هایی که وی در آن نقش داشته است، می‌توان به نادرست، دالتون ها و جنایت در برج اشاره کرد.